# Чайф
Чайф (первоначально Чай-Ф, также встречаются написания ЧАЙФ и ЧайФ) — советская и российская рок-группа, образованная Владимиром Шахриным, Владимиром Бегуновым и Олегом Решетниковым в 1985 году. История группы начинается ещё с 1983 года, когда Владимир Шахрин, Олег Решетников и Вадим Кукушкин начали репетиции в Свердловске.

## Название и атрибутика
Автором неологизма «чайф» является поэт и музыкант, участник первого состава группы (1983—1984) Вадим (Вадик) Кукушкин.

Он взял за основу два слова: «чай» и «кайф». Так мы называли крепкий чёрный чай-чифирь, в огромных количествах поглощавшийся на репетициях. Поначалу к репетициям отношение было не особо серьёзное. Больше походило на вечера с чаепитием и игрой на гитарах. И «сходить на репетицию» звучало как «сходить на чайф». Когда наступил сложный для всех начинающих музыкантов момент — как назвать группу, — припомнили именно «чайф».
— Владимир Шахрин, 1998 год
Владимир Шахрин сохранил в качестве экспоната и затем неоднократно показывал по телевидению кофеварку «Бодрость», стоявшую в комнате для репетиций, которую за неимением молотого кофе заправляли самым дешёвым чаем. Получавшийся напиток и называли Чайф.
В первые годы существования группы название писалось как «Чай-Ф», что порой приводило к неправильному произношению — «Чай-Эф», среди части меломанов, знакомых с группой лишь благодаря магнитоальбомам. Со временем дефис выпал, и написание слова как «Чай-Ф» считается устаревшим.
Логотип группы создал художник и дизайнер Ильдар Зиганшин в 1989 году во время работы над обложкой альбома «Не Беда». После выхода в 1994 году альбома «Оранжевое настроение» фирменным цветом группы стал оранжевый. В начале XXI века некоторые поклонники группы стали появляться на концертах в оранжевых касках. В 2011 году «оранжевым каскам» исполнилось 10 лет.
19 марта 2002 года апелляционная палата Федеральной службы по интеллектуальной собственности, патентам и товарным знакам (Роспатент) признала регистрацию товарного знака «Чайф» компанией «Караван» недействительной, отменив таким образом принятое ранее решение, по которому торговая марка была зарегистрирована, несмотря на то, что в России уже более 15 лет существовала группа с одноимённым названием.

## История

### Предыстория
В 1975 году девятиклассники средней школы № 36 Свердловска — Владимир Шахрин, Сергей Денисов, Андрей Халтурин и Александр Лисконог — образовали группу «Пятна». В 10-м классе к ним присоединился новичок школы — Владимир Бегунов. Группа играла на танцах репертуар, состоявший преимущественно из песен «Creedence», «T. Rex» и «Rolling Stones». По окончании школы весь ансамбль поступил в Свердловский строительный техникум.
... На прошлой неделе я был на концерте

Для кого-то это радость — для них пустяк.

Один из них сказал, что любит «Кино»,

Но понял я, что любит он «Зоопарк».

Но ночью отчего-то не шёл ко мне сон,

Мне не давал уснуть их рок-н-ролл...
В далеком 1983 году мечтавшие о собственной рок-группе 17-летние Вадим Кукушкин и Олег Решетников познакомились с уже окончившим техникум и отслужившим в армии Шахриным и уговорили его присоединиться к ним с целью создания группы. К этому времени Шахрин уже начал писать собственные песни: знакомство с творчеством «Аквариума» и «Зоопарка» окончательно подтолкнуло его к исполнению рок-н-роллa по-русски. Начались репетиции и первые записи на два микрофона и бытовой магнитофон в выбитой Шахриным комнате в Доме культуры строителей им. Горького. После совместного посещения концерта Майка и Цоя к ещё несуществующей группе присоединился Бегунов.
В это время Владимир Шахрин работал на стройке, а Владимир Бегунов был милиционером.
В 1984 году записан магнитоальбом «Верх-Исетский пруд», не включённый в официальную дискографию группы в связи с явным любительским качеством исполнения и записи. Группа в составе Шахрин—Бегунов—Решетников (Кукушкин тогда был призван в армию) несколько раз выступала в ДК МЖК, запись одного из концертов попала к журналисту, писателю и энтузиасту рок-н-ролла Андрею Матвееву, который был настолько потрясён услышанным, что прозвал Шахрина уральским Бобом Диланом: «…парни, говорил я, а я тут слушал уральского Боба Дилана…» Матвеев пригласил Шахрина поучаствовать в сейшне в ДК завода им. Воровского 4 января 1985 года, посвящённом дню рождения Михаила Перова, гитариста группы «Трек». На этом мероприятии Шахрин познакомился с ведущими свердловскими рок-музыкантами.

### Первые годы
Весной-летом 1985 года группа записала два акустических магнитоальбома, объединённых несколько позднее в один двойной магнитоальбом «Жизнь в розовом дыму», ставший дебютным в дискографии коллектива.
Официальным днём рождения группы считается 29 сентября 1985 года — день первого концерта под названием «Чай-Ф», состоявшегося в свердловском ДК МЖК.

В марте 1986 года в группу пришёл Алексей Густов. 
Бегунов: «Лёшка был мифической личностью, он записал какой-то успешный альбом „С-34“, который никто не слышал, но молва ходила, что он сотворил чудо, из воздуха создал звук». Решетников: «Интеллигент питерской закваски». … Лёша был ярким представителем генерации звукарей-самодельщиков, которые творили звук из воздуха, чинили всё — от пультов до кофемолок, добывали электричество трением… По исчезновении Кукушкина, который хоть что-то понимал в электричестве, появление Густова снимало массу технических проблем, не говоря уже о том, что группы без звукаря не бывает… — цит. по Л.Порохня, «Чайф-Story»
В июне 1986 года коллектив выступил на первом фестивале Свердловского Рок-Клуба, где утвердился среди музыкантов и пришёлся по вкусу публике. Название «Чайф» стало известным в Свердловске, где попало в список «запрещённых» групп и в статью «Ждём новых песен» в газете «Свердловский строитель». К группе присоединился басист Антон Нифантьев. «Чайф» приобрёл электрическое звучание. Осенью 1986 на репетиционной базе «Чайфа» живым звуком был записан второй магнитоальбом «Субботним вечером в Свердловске». В записи приняли участие Вячеслав Бутусов, Дмитрий Умецкий, Альберт Потапкин, Егор Белкин, Владимир Огоньков, Алина Нифантьева и другие известные свердловские рок-музыканты. Оригинальная запись этого действа долгое время считалась утерянной. Впоследствии группа пыталась найти хотя бы наиболее качественную копию для её реставрации и последующего издания. Альбом, отправленный по каналам музыкального самиздата в Москву, начал приносить популярность и за пределами города.
В 1987 году на место ушедшего барабанщика Решетникова был приглашён один из лучших барабанщиков Свердловска — Владимир Назимов. Группа во второй раз стала лауреатом свердловского рок-фестиваля и начала развивать деятельность по СССР, съездив на фестиваль в Ригу и завоевав там приз зрительских симпатий, далее приняла участие в ежегодном рок-фестивале «Литуаника-88».
Осенью группа приступила к записи материала, которого хватило на два альбома — «Дерьмонтин» (третий альбом) и «Дуля с маком» (четвёртый альбом).
Помимо первой премии на конкурсе журнала «Аврора» эти альбомы принесли группе наиболее широкую известность. Начался активный гастрольный период.

«ЧайФ» образца 1988 года: Павел Устюгов, Игорь Злобин, Владимир Бегунов, Владимир Шахрин, Антон Нифантьев

В 1988 году на место ушедшего в «Наутилус Помпилиус» Назимова пришли сразу два участника: барабанщик Игорь Злобин и гитарист Павел Устюгов, игравшие ранее в хард-поп-рок-группе «Тайм-Аут». В связи с этим звучание «Чайфа» заметно потяжелело. В этом же году был записан третий, концертный магнитоальбом «Лучший город Европы».
В мае 1989 года из группы ушёл звукорежиссёр Густов.
В 1989 году Злобина за барабанами заменил армейский друг Шахрина — Валерий Северин, который играет с группой и по сей день. Осенью «Чайф» записал пятый студийный альбом «Не беда». Через год группу покинул Павел Устюгов, в очередной раз составивший компанию Злобину в составе группы Александра Тропынина «Траппа».

### 1990-е
В 1990 году из группы ушёл басист Антон Нифантьев, создавший к тому времени собственную группу «Инсаров». Его заменил Владимир Привалов, а в качестве «сына полка»[уточнить] появился старшеклассник Владимир Желтовских, играющий на альте.
В 1990 году вышел шестой альбом «Давай вернёмся», записанный в Ленинграде на студии «Мелодия». Звукорежиссёр альбома — клавишник групп «Зоопарк» и «ДДТ» Андрей Муратов.
В 1991 году вышел седьмой альбом «Четвёртый стул» — музыка к кинофильму по сценарию Тонино Гуэрры, который должен был сниматься на пермской киностудии, но так и не был снят. В апреле «Чайф» принял участие в фестивале «Рок против террора», организованный Гариком Сукачёвым, Александром Ф. Скляром и руководством телекомпании «ВИD».
В 1992 году вернулся Нифантьев. «Чайф» возглавил фестиваль «Рок чистой воды», принял участие в концерте памяти Виктора Цоя на Большой спортивной арене стадиона «Лужники», а зимой записал в Москве восьмой альбом «Дети гор». Самым главным для группы событием этого года стало появление профессионального административно-директорского корпуса: в Екатеринбурге — Илья Спирин, в Москве — Дмитрий Гройсман.
В 1996 музыканты участвовали в предвыборной кампании Бориса Ельцина «Голосуй или проиграешь».
В 1996 году Антон Нифантьев окончательно покинул «Чайф» и вместе с женой Алиной воссоздал «Инсаров». На место Нифантьева пришёл Вячеслав Двинин, ранее игравший с группами «Настя» и «Ассоциация содействия возвращению заблудшей молодёжи на стезю добродетели».
Зимой 1999—2000 в студиях Екатеринбурга были записаны песни для нового, двенадцатого альбома группы — «Симпатии». Туда вошли кавер-версии песен Майка Науменко, Владимира Высоцкого, Бориса Гребенщикова и других.

### 2000-е

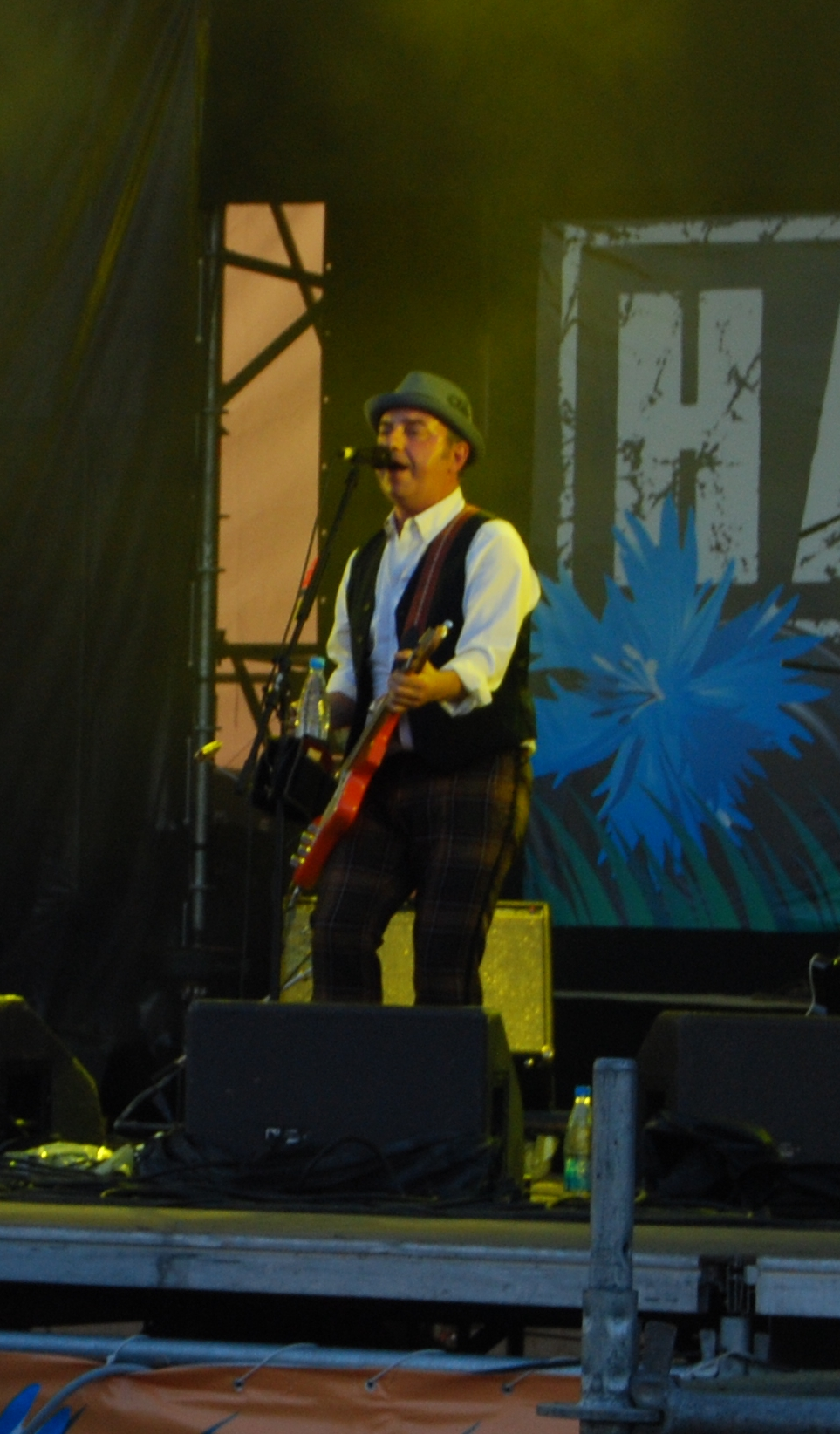
Владимир Шахрин на фестивале Нашествие-2009

В 2000—2007, 2009—2013, 2015, 2016 годах группа «Чайф» участвовала в фестивале «Нашествие».
В 2000 году «Чайф» собрал двадцать тысяч зрителей на своём пятнадцатилетии в СКК «Олимпийский», получил премию «Овация» и осуществил тур по Волге «Москва-Каспий-2000».
В 2001 году вышел тринадцатый альбом «Время не ждёт». На песни «Не зови» и «Не доводи до предела» были сняты клипы.
В четырнадцатом альбоме «48», вышедшем в 2003 году, музыканты пустились на эксперименты со звучанием — в записи альбома принимали участие около десятка приглашённых музыкантов, а также целая струнная группа.
В 2004 году был записан, а в 2005 году (к 20-летию группы) вышел сборник «Изумрудные хиты», записанный совместно с ансамблем народных инструментов «Изумруд».
В 2005 году «Чайф» снова собрал полный СКК «Олимпийский» уже на своё двадцатилетие.
В 2006 году выходит пятнадцатый альбом «От себя», в который вошли 13 песен, некоторые из которых («Ангел», «Белая птица», «За годом год») стали хитами. На песню «Белая птица» был снят клип.
В 2008 году вышел альбом «Оранжевое настроение-V».
В 2009 году появился второй альбом каверов под названием «Свой/Чужой», ставший шестнадцатым в дискографии коллектива.  Вышел двухдисковый сборник лучших песен «Чайф. Новая коллекция. Лучшие песни». Вышел альбом «Чайф. 25 лет выдержки», где собраны песни из разных альбомов, которые «Чайф» исполнял на концертах тура «25 лет выдержки», в том числе, две новые — «Точка» и «День рождения». В 2009 году группа, как в 2000—2007, 2010—2013, 2015, 2016 годах участвовала в фестивале «Нашествие».

### 2010-е
Концерт в Екатеринбурге (2023)
В 2011 году вышел альбом «Зимняя Акустика. Снежные сны» — запись традиционного концерта «Зимняя акустика» в Санкт-Петербурге.
27 мая 2013 года вышел новый, семнадцатый по счёту, альбом «Кино, вино и домино».
26 декабря 2013 стало известно о том, что в 2014 году группа приостановит концертную деятельность для подготовки к 30-летнему юбилею в 2015-м году.
«ЧайФ» записал альбом вместе со струнным оркестром.
в 2019 году вышел восемнадцатый студийный альбом «Слова на бумаге».

## Дискография
В данном списке дискография приведена в соответствии с датой выпуска релизов, а не по авторской хронологии группы по времени записи.

### Студийные альбомы
- 1985 — Жизнь в розовом дыму
- 1986 — Субботним вечером в Свердловске
- 1987 — Дерьмонтин
- 1987 — Дуля с маком
- 1990 — Не беда
- 1991 — Четвёртый стул
- 1992 — Давай вернёмся
- 1993 — Дети гор
- 1995 — Пусть всё будет так, как ты захочешь
- 1996 — Реальный мир
- 1999 — Шекогали
- 2000 — Симпатии
- 2001 — Время не ждёт
- 2003 — 48
- 2006 — От себя
- 2009 — Свой/Чужой
- 2013 — Кино, вино и домино[12];
- 2019 — Слова на бумаге
- 2025 — 40

### Акустические альбомы
- 1994 — Оранжевое настроение
- 1996 — Оранжевое настроение — II
- 1999 — Акустические версии
- 2002 — Оранжевое настроение — IV
- 2008 — Оранжевое настроение — V
- 2020 — Оранжевое настроение — III

### Концертные альбомы
- 1988 — Лучший город Европы
- 1995 — Концерт
- 2000 — ЧайФ 15 лет
- 2008 — ЧайФ 20 лет
- 2011 — Зимняя акустика. Снежные сны

### Демо-альбомы
- 1984 — Верх-Исетский пруд (не распространялся)

### Сборники
- 1998 — Best of Чайф
- 1998 — Легенды русского рока. Чайф
- 1998 — Избранное
- 2009 — 25 лет выдержки
- 2009 — Лучшие песни
- 2014 — Всё лучшее в одном
- 2017 — Теория струн
- 2018 — Немного похоже на блюз
- 2025 — ЧайФ 40

### Совместные альбомы
- 2005 — Изумрудные хиты (с ансамблем «Изумруд»)

### Синглы
- 1994 — Пусть всё будет так, как ты захочешь («17 лет», «Тайный знак», «Четверо парней», «Но это так»)
- 1998 — Шекогали («Кончается век (Не проспать бы)», «В её глазах», «Я рисую на окне»)
- 2020 — Не теряй надежду
- 2022 — Герои Голливуда — Демоверсия

### Композиции вне дискографии
| Год  | Источник                               | Альбом                                                               | Композиция                   | Исполнитель                       |                    |                          |
| ---- | -------------------------------------- | -------------------------------------------------------------------- | ---------------------------- | --------------------------------- | ------------------ | ------------------------ |
| 1989 | «Настя»                                | «Ноа Ноа»                                                            | Всему своё время             | Настя                             |                    |                          |
| 1993 | трибьют гр. «Nautilus Pompilius»       | «Отчёт 1983—1993»                                                    | Песня в защиту женщин        | Чайф                              |                    |                          |
| 1996 | трибьют В. Высоцкого                   | «Странные скачки»                                                    | Письмо                       | Чайф                              |                    |                          |
| 2003 | трибьют гр. «Секрет»                   | «Секретные материалы»                                                | Беспечный ездок              | Чайф                              |                    |                          |
| 2003 | трибьют гр. «Пикник»                   | «Пикник. Трибьют»                                                    | Великан                      | Чайф                              |                    |                          |
| 2004 | программа Ren-TV                       | «Мешанина или неГолубой огонёк»                                      | Достучаться до небес         | Чайф, Би-2                        |                    |                          |
| 2004 | программа Ren-TV                       | «Мешанина или неГолубой огонёк»                                      | Журавль по небу летит        | Чайф, Иван Демьян, анс. «Изумруд» |                    |                          |
| 2007 | х/ф «День выборов»                     | саундтрек                                                            | Куплеты                      | Чайф                              |                    |                          |
| 2007 | х/ф «День выборов»                     | саундтрек                                                            | Романс об избирательной урне | Чайф                              |                    |                          |
| 2008 | сериал на СТС «Дом кувырком»           | саундтрек                                                            | Дом кувырком                 | Чайф                              |                    |                          |
| 2009 | подарок в день рождения В. Бегунову    | «25 лет выдержки»                                                    | Бегунову                     | Чайф                              |                    |                          |
| 2009 | Официальный сайт группы                | «25 лет выдержки»                                                    | Точка                        | Чайф                              |                    |                          |
| 2010 | Официальный сайт группы                | —                                                                    | Секрет                       | Чайф                              |                    |                          |
|      | СТС                                    | —                                                                    | —                            | Чайф                              | Обожаем Новый год! | Уральские пельмени, Чайф |
| 2011 | СТС                                    | Программа «ДОстояние РЕспублики», выпуск к юбилею Вячеслава Бутусова | —                            | Шар цвета хаки                    |                    |                          |
| 2016 | трибьют Ильи Кормильцева «Иллюминатор» | «Иллюминатор»                                                        | Живая вода                   |                                   |                    |                          |

## Фильмография
- По ту сторону волков (2002). Использована песня «Клён» на стихи Сергея Есенина в исполнении группы.
- Порода (2003). Использована песня «За полшага».
- День выборов (2007). Режиссёр Олег Фомин.
- День радио (2008). Режиссёр Дмитрий Дьяченко.
- Дом кувырком (2008). Русская версия американского ситкома «Full House».
- Стиляги (2008). Песни «Пусть всё будет так, как ты захочешь» и «Шаляй-Валяй».
- Братаны (2009). Песня-саундтрек «Точка». Исполнение песни в 5-й серии первого сезона[13].
- «Война семей» (2020). Многие песни, в частности «Ой-ё (Никто не услышит)».

## Видео
Музыкальные видео
- 1988 — «Религия»
- 1990 — «Никто не услышит (Ой-йО)» - первая версия (Снято на Байкале в рамках музыкально-экологической акции «Рок чистой воды»)
- 1993 — «Не спеши» (режиссёр: Борис Деденёв)
- 1993 — «Не дай мне повод»
- 1993 — «Город мой»
- 1994 — «17 лет» (режиссёр: Виталий Мухамедзянов)
- 1994 — «Никто не услышит (Ой-йО)» (режиссёр: Виталий Мухамедзянов)
- 1995 — «Не со мной»
- 1995 — «Кто-то хитрый» (режиссёр Тигран Кеосаян)
- 1996 — «Рок-н-ролл этой ночи»
- 1997 — «Поплачь о нём»
- 1998 — «Матаня»
- 1998 — «В её глазах». Режиссёры: Роман Бутовский (запись концерта «Максидром-98») и Дмитрий Воробьёв (монтаж)
- 1999 — «Завяжи мне глаза». Режиссёр: Андрей Новосёлов
- 1999 — «Аргентина — Ямайка 5:0». Монтаж: Дмитрий Воробьев. Использованы фрагменты упоминаемого футбольного матча (1998).
- 2001 — «Не зови». Режиссёр Андрей Новоселов, оператор Влад Опельянц.
- 2001 — «Не доводи до предела». Режиссёр Андрей Новоселов, оператор Влад Опельянц.
- 2002 — «За полшага». Режиссёр Евгений Серов, оператор Андрей Найденов
- 2004 — «Достучаться до небес». Режиссёр Виктор Вилкс
- 2004 — «Африка». Режиссёр Илья Бакеркин, оператор Игорь Петров
- 2006 — «Белая Птица». Режиссёр Андрей Новоселов, оператор Дмитрий Яшонков
- 2006 — «Утро в деревне» («Мотор-роллер» и Владимир Шахрин). Режиссёр Богдан Дробязко
- 2014 — «Псы с городских окраин». Режиссёр Альберт Гофпс
- 2016 — «Живая вода». Режиссёр Олег Ракович
- 2016 — «Чей чай горячей».
- 2018 — «Что мы делали в прошедшем году». Монтаж Дмитрий Воробьёв
- 2019 — «Все девушки Бонда». Режиссёр Кирилл Котельников
- 2019 — «Дом вверх дном». Режиссёр Иван Лустин, оператор Дарья Трунова
- 2019 — «Палуба». Режиссёр Арина Охлопкова
- 2020 — «Хэллоуин». Режиссёр Александр Костыгин
- 2020 — «Не теряй надежду». Режиссёр Глеб Северин
- 2024 — «Не забывай, наш город, нас». Режиссёр Олег Ракович

Из документального фильма «Сон в красном тереме». Лето-осень 1989 года. Режиссёр: Кирилл Котельников
- Делай мне больно
- Эта игра
- Как тебя зовут
- Лучший город Европы

Видео на DVD
- 15 лет. Всё только начинается! (2000 г.)
- 20 лет (2005 г.)
- Оранжевое настроение-IV (Как проходила запись альбома) (2008 г.)
- 25 лет выдержки (2011 г.)

## Состав группы
- Владимир Шахрин — вокал, акустическая гитара, гитара, губная гармоника, автор (с 1985)
- Владимир Бегунов — гитара, слайд, акустика, балалайка, вокал, бэк-вокал, автор (с 1985)
- Валерий Северин — ударные, бэк-вокал (с 1989)
- Вячеслав Двинин — бас-гитара, контрабас, перкуссия, клавишные, бэк-вокал (с 1996)

### Технический персонал
- Дмитрий Гройсман — арт-продюсер
- Илья Спирин — директор
- Марина Залогина — пресс-менеджер
- Александр Косинов — стейдж-менеджер
- Дмитрий Куликов — звукорежиссёр

### Бывшие участники группы
Я люблю визжать и прыгать

На концертах Шахрина,

Намекнул ему об этом,

Он сказал — Иди ты на...
- Вадим (Вадик) Кукушкин (1983—1984) — гитара, вокал, панк-труба — инструмент, придуманный им самим, изготовленный из простой дыхательной трубки для подводного плавания, из которой он извлекал совершенно нелепые звуки. Покинул группу в связи с призывом в армию. По возвращении создал собственный проект «Кукушкин Оркестр» (в состав входили музыканты группы «Встречное движение»), с которым выступил на III Фестивале Свердловского рок-клуба, записал пост-панковый альбом «Харакири», имевший несмотря на интересное звучание и хлёсткие, ироничные тексты лишь локальный успех. В конце 1990-х записывался с Максом Ильиным, а также при участии Шахрина и Нейла Прокина создал музыкальный проект «Шалуны на луне». Владимир Шахрин спел для этого проекта песню «Зима была лютой», запись которой вошла в альбом «Чайфа» «Симпатии», а также исполнил песню «Нахреноза» в эфире программы «Соки-воды» на «Радио-101» 23 марта 1998 года.[14]. Также две песни на стихи Кукушкина вошли в альбом «Время не ждёт».
- Олег Решетников (1985—1987) — ударные, перкуссия, ксилофон. В конце марта 1987-го понимая, что дальнейшее занятие рок-музыкой в целом и барабанами в частности ему неинтересно, и не желая сдерживать профессиональный рост группы, оставил набиравший популярность «Чайф».
- Антон Нифантьев (1985—1990, 1992—1995) — бас-гитара; «Инсаров», «Лилит»
- Владимир «Зяма» Назимов (1987) — ударные; «Бумеранг», «Урфин Джюс», «Группа Егора Белкина», ушёл в «Наутилус Помпилиус», позднее — «Поезд куда-нибудь» и «Апрельский марш». Впервые выступил вместе с «Чайфом» на I Фестивале Свердловского рок-клуба 20 июня 1986 года как приглашённый музыкант, в этом же качестве заменил опоздавшего Решетникова на первом из четырёх концертов в Казани 10-11 января 1987-го. После ухода Решетникова принимает приглашение занять место за барабанами и становится официальным участником группы. В начале осени уходит в более перспективный «Наутилус», предварительно подготовив себе замену — Игоря Злобина.
- Игорь Злобин (1987—1989) — ударные; «Метро», «Тайм-аут», «Апрельский марш», «Траппа», «Внуки Энгельса», «ТарантинА», сын директора музыкальной фирмы «Урал»
- Павел Устюгов (1988—1990) — гитара; «Тайм-аут», «Траппа»
- Владимир Желтовских (1990—1991) — альт; Ансамбль цыганской музыки «Старая Москва»
- Владимир Привалов (1990—1992) — бас-гитара; «Водопад имени Вахтанга Кикабидзе», «Веселые Бомбардировщики», «Бомба Rush», «Banga Jazz», «Лилит», «Куплю Волосы», «Театр», Макс Ильин
- Александр Пантыкин (1987) — клавишные. Выступил с группой всего один раз — на первом концерте в Казани, подменив опоздавшего на поезд Владимира Бегунова

### Сессионные музыканты, участвовавшие в записях и концертах
- Михаил Перов (гитара) — музыкант групп «Сонанс» (1977—1980) и «Трек» (1980—1984 и 1988). Участвовал в записи альбома «Волна простоты», в то же время работал в филармонии. Выступил совместно с Владимиром Шахриным на закрытии I Фестиваля Свердловского рок-клуба 22 июня 1986 года. В дальнейшем участник свердловской супергруппы «Кабинет» (1987—1988).
- Игорь (Егор) Белкин (гитара) — «Р-клуб», «Урфин Джюс», «Группа Егора Белкина», «Наутилус Помпилиус», «Настя»
- Дмитрий Умецкий (бас-гитара, бэк-вокал) — «Наутилус Помпилиус»
- Вячеслав Бутусов (бэк-вокал) — «Наутилус Помпилиус», «Ю-Питер»
- Альберт (Алик) Потапкин (барабаны) — «Флаг», «Наутилус Помпилиус», «Аквариум», «Настя»
- Виталий «Киса» Владимиров (тромбон) — «Солярис», «Гамма-джаз», «Mobi-J»
- Рушан Аюпов (баян, клавишные) — «Бригада С», «Неприкасаемые», Александр Ф. Скляр. Участвовал в записи альбомов «Дети гор» и «Пусть всё будет так, как ты захочешь».
- Ансамбль «Изумруд» — выступал с группой на некоторых концертах и принял участие в записи сборника «Изумрудные хиты».

### Награды и звания
- июль 1987 года — приз зрительских симпатий на фестивале в Риге
- 1988 год — первая премия в конкурсе магнитоальбомов журнала «Аврора» за альбомы «Дуля с маком» и «Дерьмонтин»
- ноябрь 1999 года — премия «Золотой граммофон» за лучшую рок-песню «Аргентина — Ямайка 5:0»
- апрель 2001 года — премия «Овация» за лучший музыкальный фильм «Чайф. 15 лет. Всё только начинается!»
- июнь 2004 года — премия «Муз-ТВ» за вклад в рок-музыку
- март 2010 года — премия «Чартова дюжина», выбор сайта «Nashe.ru»
- 6 декабря 2010 года музыканты группы были награждены почётным знаком «За заслуги перед Свердловской областью» III степени.[15]